# 가와사키정 (시즈오카현)
가와사키정(일본어: 川崎町)은 일본 시즈오카현 하이바라군에 있던 정이다. 현재의 마키노하라시의 거의 동부. 시청, 문화센터, 경찰서, 병원 등 시의 주요 행정기관이 모여 있는 지역이다. 

## 역사
- 1889년 4월 1일 - 정촌제 시행에 의해 하이바라군 가와사키정이 성립하였다.
- 1955년 3월 28일 - 가쓰마타촌, 사카베촌과 합병해 하이바라정이 되었다. 정 이름을 개명한 것은 가나가와현가와사키시를 비롯해 전국적으로 가와사키의 지명이 많아 혼란스러웠던 점과 앞으로도 하이바라군의 중심 도시로 발전하기를 바라는 마음이 담겨 있었다. 또한, ' 하이바라정 '도 1892년부터 나라현에도 같은 이름이 있었다.